# Liste von Bergen und Erhebungen in Portugal
Diese Liste von Bergen und Erhebungen in Portugal nennt, der Höhe nach geordnet, die höchsten Berge in Portugal inklusive Madeira und der Azoren.
| Name                      | Höhe in Metern |
| ------------------------- | -------------- |
| Ponta do Pico             | 2351           |
| Serra da Estrela          | 1993           |
| Pico Ruivo                | 1862           |
| Pico das Torres           | 1851           |
| Pico do Arieiro           | 1817           |
| Serra do Gerês            | 1548           |
| Serra do Larouco          | 1525           |
| Serra de Montesinho       | 1486           |
| Serra da Peneda           | 1416           |
| Serra do Marão            | 1415           |
| Serra do Soajo            | 1415           |
| Serra de Montemuro        | 1382           |
| Serra Amarela             | 1345           |
| Serra do Açor             | 1339           |
| Serra da Nogueira         | 1318           |
| Serra da Cabreira         | 1286           |
| Serra do Alvão            | 1283           |
| Serra do Barroso          | 1279           |
| Serra da Coroa            | 1273           |
| Serra da Gardunha         | 1227           |
| Serra de Bigorne          | 1210           |
| Serra da Lousã            | 1204           |
| Serra de Bornes           | 1200           |
| Serra da Padrela          | 1146           |
| Serra da Falperra         | 1134           |
| Serra do Vidual           | 1119           |
| Serra da Arada            | 1116           |
| Serra da Gralheira        | 1116           |
| Serra da Freita           | 1098           |
| Serra de Alvelos          | 1084           |
| Serra de Mairos           | 1084           |
| Serra da Malcata          | 1072           |
| Serra do Caramulo         | 1071           |
| Serra da Coelheira        | 1054           |
| Serra de São Macário      | 1052           |
| Cabeço Gordo              | 1043           |
| Serra de Santa Comba      | 1041           |
| Serra do Temão            | 1035           |
| Pico do Suna              | 1028           |
| Serra de São Mamede       | 1025           |
| Serra de Leomil           | 1008           |
| Serra do Fundão           | 1000           |
| Serra de Mogadouro        | 993            |
| Serra do Pisco            | 989            |
| Serra da Marofa           | 977            |
| Serra Vermelha            | 967            |
| Serra do Reboredo         | 966            |
| Serra da Lapa             | 955            |
| Água de Pau               | 947            |
| Fóia                      | 902            |
| Serra de Corno de Bico    | 889            |
| Serra do Moradal          | 885            |
| Serra de Marvão           | 865            |
| Serra do Arestal          | 830            |
| Serra de Arga             | 700            |
| Serra de Oural            | 700            |
| Serra de Aire             | 679            |
| Serra de Montejunto       | 666            |
| Serra de Ossa             | 650            |
| Serra dos Candeeiros      | 613            |
| Serra de Ansião           | 612            |
| Serra da Penha            | 600            |
| Serra da Melriça          | 591            |
| Serra do Caldeirão        | 577            |
| Serra do Sicó             | 553            |
| Serra do Buçaco           | 549            |
| Serra do Rabaçal          | 532            |
| Serra da Agrela           | 532            |
| Serra de Sintra           | 528            |
| Serra da Adiça            | 518            |
| Serra da Arrábida         | 503            |
| Serra de Candeeiros       | 485            |
| Serra de Monfurado        | 424            |
| Serra de Portel           | 418            |
| Serra de Monte Figo       | 411            |
| Cabeço de Montachique     | 408            |
| Serra de Arraiolos        | 407            |
| Serra de São Tiago        | 400            |
| Serra de Grândola         | 383            |
| Serra do Cercal           | 378            |
| Serra de Valongo          | 376            |
| Serra de Espinhaço de Cão | 297            |
| Serra da Boa Viagem       | 261            |